# Maxentius római császár
Marcus Aurelius Valerius Maxentius, általánosan elterjedt néven Maxentius császár (278 körül – Róma, 312. október 28.) 306-tól haláláig a Római Birodalom egyik augustusa. Maximianus császár fia és Galerius császár veje volt.

## Élete, uralkodása
Maxentius születésének pontos dátuma nem ismert, valószínűleg 278 körül született. Maximianus császár és Eutropia császárné fia volt.
Miután apját 285-ben augustusnak, azaz császárnak nevezték ki, Maxentiust tekintették a trónörökösnek, azonban Diocletianus és Maximianus uralma idején nem játszott szerepet sem a katonai sem pedig az adminisztratív irányításban.
Korán megnősült, felesége Valeria Maximilla, Galerius lánya volt. Két fiuk született, de csak egyiküket ismertjük név szerint, Marcus Valerius Romulust (kb. 295 – 309).
305-ben Diocletianus és Maximianus visszavonultak a hatalomból, és a korábbi caesarok, Constantius Chlorus és Galerius léptek elő augustusszá. A két új caeser pedig Galerius harcostársai közül került ki, Severus lett a nyugati részen Constantius Chlorus mellett caesar és Maximinus Daia a keleti részen, Galerius mellett. A tetrarchia rendszeréből tehát megpróbálták teljesen kizárni az öröklődéssel történő hatalomátadást, azaz teljesen figyelmen kívül hagyták Constantinus, I. Constantius császár törvényes fia és Maxentius hatalmi ambícióit. Maximianus visszavonult Róma közelében fekvő vidéki birtokára.
306-ban, Constantius Chlorus halálakor azonban csapatai fiát, Constantinust kiáltották ki augustusszá, figyelmen kívül hagyva, hogy Galerius a tetrarchia rendszerének megfelelően Severust léptette elő augustusszá. Ekkor Maxentius is elérkezettnek látta az időt, hogy apja örökébe lépjen, és a főváros támogatását élvezve princepsnek kiáltotta ki magát Rómában.

### Hatalomra kerülése

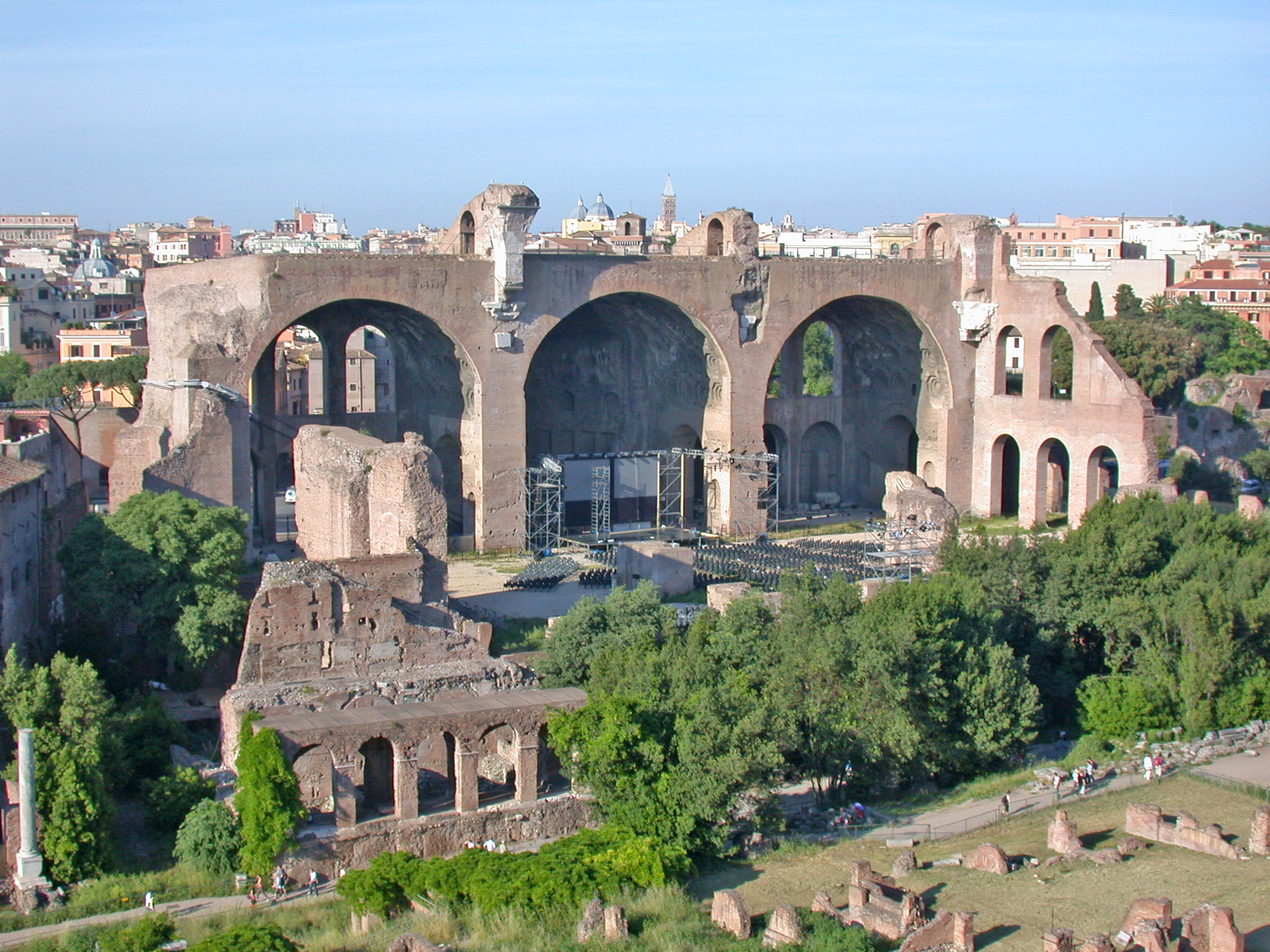
Maxentius Bazilikája a Római Fórumon. Constantinus, Maxentius korábbi ellensége fejezte be. Az ókori világ egyik legimpozánsabb épülete volt.

Amikor a hír elérte a fővárost, hogy a császárok a római lakosságot is meg akarják adóztatni, megszüntetve ezzel a régi főváros kiváltságát, illetve, hogy a még mindig Rómában állomásozó pretoriánus gárda maradékát is fel akarják számolni, akkor lázadás tört ki. A város helyőrségének parancsnokai (Zószimusz szerint Marcellianus, Marcellus és Lucianus) Maxentiushoz fordultak segítségül, hogy fogadja el a császári címet, mert valószínűleg arra számítottak, hogy Constantinushoz hasonlóan, Maxentiustól sem merik megvonni utólag ezt a címet. Maxentius elfogadta a címet és támogatást ígért a csapatoknak, majd 306. október 28-án nyilvánosan is császárnak, illetve princepsnek kiáltották ki. A hatalomátvétel nyilvánvalóan vérontás nélkül ment végbe (Zosimus csak egyetlen áldozatról számol be). Róma prefektusa átállt Maxentius oldalára, és megtarthatta hivatalát. A lázadók megkeresték a már visszavonult Maximianust is birtokán, de ő ekkor még visszautasította az együttműködést és a visszatérést a hatalomba.
Maxentiusnak sikerült elismertetnie uralmát Itália középső és déli részein, Korzika szigetén, Szardínián és Szicíliában, valamint az afrikai provinciákban. Itália északi része továbbra is a nyugati részek augustusa, Severus uralma alatt maradt, aki Mediolanumban tartotta székhelyét.
Maxentius először tartózkodott attól, hogy magát augustusnak vagy caesarnak nevezze, és ezért a princeps invictus címet vette fel. Tette ezt annak reményében, hogy ezáltal később hivatalos elismerést is kaphat Galeriustól a hatalomátvétel törvényesítésére, aki azonban megtagadta tőle ezt. Eltekintve attól a kérdéstől, hogy ebben a lépésben mennyire játszott esetleg szerepet Galerius Maxentiusszal szembeni ellenszenve, Galerius ezzel meg akarta akadályozni azt is, hogy Constantinus és Maxentius példáját követve mások is császárrá kiáltsák ki magukat, és a birodalom szétessen. Constantinus szilárdan uralta az apjától örökölt területeket, és ebben egy erős hadseregre támaszkodhatott, ezért Galerius úgy tett, mintha törvényes trónöröklésről lett volna szó, de nem ez volt a helyzet Maxentiusszal: ő már az ötödik uralkodó lett volna a birodalomban és csak néhány egység tartozott a parancsnoksága alá. Galerius úgy látta, hogy nem lenne túl nehéz elfojtani a lázadást, és megszüntetni a trónbitorlást, ezért 307 elején Severust küldte Róma ellen egy viszonylag nagy sereg élén.
Azonban ennek a seregnek a nagy része éveken át Maxentius apjának, Maximianusnak a parancsnoksága alatt szolgált, és így történhetett, hogy Róma alatt az ostromló sereg nagy része átállt az ostromlottak oldalára, akikhez ekkor már a Maximianus is csatlakozott, újra felvéve az augustus címet. Severusnak nem maradt más választása, minthogy serege megmaradt részével visszavonult Ravennába. Nem sokkal később pedig kénytelen volt megadni magát Maximianusnak, akik megígérte neki, hogy megkímélik az életét.
Severus veresége után Maxentius átvette a hatalmat Itália északi része felett is egészen az Alpokig és az Isztriai-félszigetig, és felvette az augustus címet, ami Severus lemondásával megüresedett.

### Császársága

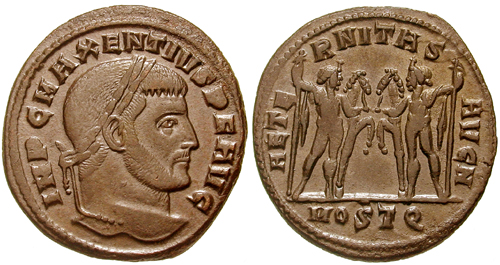
Maxentius érméje.

Maxentius labaruma csúcsán a Római Birodalom ősi jelvényével

307 nyarán Maxentius és Maximianus szövetségének egy még nehezebb próbát kellett kiállnia: Galerius személyesen vonult ellenük egy még erősebb sereggel. Mialatt a megszálló sereggel egyezkedett Maxentius megismételhette, amit Severus ellenében tett: pénzadományokkal és Maximianus befolyásának felhasználásával idővel a megszálló sereg jelentős részét rávette, hogy pártoljon át hozzá. Galerius visszavonulásra kényszerült, végigrabolva Itáliát. A megszállás ideje alatt azonban Severust kivégeztették Tres Tabernae-i börtönében. A kivégzés pontos körülményei tisztázatlanok. Miután Galerius hadjárata kudarcot vallott, Maxentius uralma Itália és Africa felett hosszú időre megszilárdult.
Maxentius már 307 elején megpróbált szövetségesi kapcsolatokat kiépíteni Constantinusszal, és ezért Maximianus még 307 nyarán Galliába utazott, ahol Constantinus feleségül vette Maximianus Fausta nevű lányát, Maximianus pedig elismerte augustusnak Constantinust. Azonban Constantinus megpróbálta elkerülni az összetűzést Galeriusszal, és ezért nyíltan nem támogatta Maxentiust és Maximianust, amikor Galerius megszállta Itáliát.
308-ban, valószínűleg áprilisban, Maximianus megpróbálta lemondatni a fiát egy Rómában tartott katonai gyűlésen, azonban legnagyobb meglepetésére a csapatok hűségesek maradtak Maxentiushoz és neki Constantinushoz kellett menekülnie.
A 308 őszén Carnuntumban megtartott konferencián Maxentius császárként történő elismerését ismét elutasították, és Liciniust nevezték ki augustusszá azzal a feladattal, hogy a Maxentius által elfoglalt területeket hódítsa vissza.
308 végén Domitius Alexandert császárrá kiáltották ki Karthágóban, és az afrikai provinciák elszakadtak Maxentiustól
Tekintettel arra, hogy Africa kritikus szerepet játszott a főváros élelmezése szempontjából, ez a helyzet különösen veszélyes volt Maxentius számára, ezért Rufius Volusianus pretoriánus prefektus parancsnoksága alatt kisebb sereget küldött Afrikába, aminek 310-ben vagy 311-ben sikerült is legyőznie Alexandert. Maxentius kihasználta a lehetőséget, hogy lefoglalja Alexander támogatóinak a vagyonát, és nagy mennyiségű gabonát vitetett Rómába. 310-ben azonban elveszítette Isztriát Licinius ellenénen, aki azonban nem tudta folytatni hadjáratát, mivel Galerius megbetegedett és a rákövetkező évben meg is halt.
Maxentius legidősebb fia, Valerius Romulus 309-ben, 14 éves korában meghalt. A Via Appián található Villa di Maxentius mauzóleumában temették el.
Maximianus 309-ben vagy 310-ben bekövetkezett halála után Maxentius és Constantinus viszonya nagyon gyorsan megromlott, és Maxentius Maximinus Daiával lépett szövetségre, válaszul a Constantinus és Licinius között létrejött szövetségre. Állítólag (Zosimus tudósítása szerint) biztosítani akarta Raetia provinciát, hogy ezzel elvágja egymástól Constantinus és Licinius területeit, azonban Constantinus hamarabb lépett, ezért tervét nem tudta kivitelezni.

### Halála

Constantinus, Eusebius keresztény történetíró szerint a Milvius-hídi csata előtti éjjel álmot látott. Egy nagy kereszt tűnt fel az égen, ezzel a felirattal: "E jelben győzni fogsz!" (latinul:In hoc signo vinces görögül: görögül: τούτω νίκα [tutó nika]) A labarum csúcsára a római sas helyére aranykoszorúba foglalt, drágaköves Krisztus-monogram került. Ezt követően véres ütközetben legyőzte Maxentius háromszoros túlerőben lévő seregét.

312 elején Constantinus átkelt az Alpokon, és betört Itáliába. Több csatában is legyőzte Maxentius csapatait, és október végén elérte Rómát. Feltételezhető volt, hogy Maxentius ugyanazt a stratégiát fogja követni Constantinus ellen is, mint tette korábban Severus és Galerius ellenében, azaz a jól védhető városfalak mögött marad, és megvárja, amíg ellenfele kimerül az ostromban és kifogy az erőforrásokból. Közelebbről meg nem határozható okokból azonban Maxentius eltért ettől a jól bevált stratégiától, és nyílt ütközetbe bocsátkozott Constantinusszal a Milvius-hídi csatában 312. október 28-án. Az ókori források általában babonával (vagy a Constantinus iránt elfogultak isteni gondviseléssel) magyarázzák Maxentius szokatlan és nem várt lépését. Természetesen Maxentius is kikérte jósok véleményét is a csata előtt, ahogy az akkoriban szokásos volt, és feltételezhető, hogy a jósok kedvező jelt láttak abban, hogyha a csata trónrakerülésének évfordulóján (azaz október 28-án) zajlik le. Hogy ezen kívül mi motiválhatta még őt a nyílt ütközet felvállalásában, ma már nem mondható meg.
Maxentius és Constantinus csapatai a várostól északra találkoztak, a város falain kívül. a Tiberis folyón túl a Via Flaminián. Keresztény hagyomány szerint (Lactantius és Caesareai Eusebius alapján), Constantinus a labarum zászlaja alatt vonult a csatába, ami előtte egy álomban jelent meg neki. A csatáról magáról nem sokat tudunk: Constantinus csapatai legyőzték Maxentius erőit, ezért Maxentiusnak vissza kellett vonulnia a Tiberishez, a káoszban a menekülő sereg megpróbált átkelni a folyón, Maxentius a folyóba esett és megfulladt. Holttestét másnap találták meg, végighordozták a városon, majd Afrikába küldték annak bizonyításaként, hogy meghalt.

## Belpolitikája
Maxentius uralmának belső konfliktusai nagyrészt ismeretlenek, mivel nem maradt fenn erről tudósító kútfő, illetve olyan forrás, amit ne befolyásolt volna később a keresztény történetírás a maga szempontjai alapján.
Uralmának alapja az volt, hogy Róma városa elfogadja őt uralkodójának, mivel így a rómaiak újra a birodalom fővárosának nyilváníthatták városukat. 308-ig élvezhette továbbá apja támogatását is.